# Platov nemzetközi repülőtér
A Platov nemzetközi repülőtér (IATA: ROV, ICAO: URRP) (orosz nyelven: Международный аэропорт Платов) nemzetközi repülőtér Oroszországban, amely Rosztov-na-Donu közelében található. Éves utasforgalma 3 236 000 fő (2018). A repülőtér a 2022-es ukrajnai orosz invázió kezdete óta zárva van.

## Futópályák
A repülőtér futópályái:
- 05/23

## Forgalom
Az utasforgalom az elmúlt években az alábbi módon változott:
| Utasok száma | 187 252 | 3 236 000 | 3 060 000 | 2 086 000 | 2 897 938 |
|              | 2017    | 2018      | 2019      | 2020      | 2021      |

## Légitársaságok és úticélok
A következő légitársaságok használták a Platov nemzetközi repülőteret az Ukrajna elleni orosz invázió 2022. február 24-i kezdete előtt a következő célállomásokra (Utoljára frissítve: 2025-03-1):
| Légitársaság       | Célállomások |
| ------------------ | --- |
| Aeroflot           | Moszkva–Seremetyjevo, Jereván |
| Air Serbia         | Belgrád |
| Azimuth            | Asztrahán, Baku, Bishkek, Cseljabinszk, Dubai–International, Grozny, Isztambul, Kaliningrad, Kaluga, Kazany, Mahacskala, Minyeralnije Vodi, Minszk, Moszkva–Vnukovo, Nyizsnyij Novgorod, Novoszibirszk, Omszk, Perm, Szentpétervár, Szamara, Szaratov, Szimferopol, Szocsi, Tel-Aviv, Tyumen, Ufa, Jekatyerinburg, Jereván |
| Azur Air           | Szezonális charter: Antalya, Dubai–International, Goa, Pattaya-U-Tapao, Phuket, Zanzibar |
| Flydubai           | Szezonális: Dubai–International |
| IrAero             | Baku, Moszkva-Domogyedovó |
| NordStar           | Kairó, Norilsk, Jekatyerinburg |
| Nordwind Airlines  | Antalya, Baku, Isztambul, Jereván Szezonális charter: Phuket |
| Pegas Fly          | Szocsi |
| Red Wings Airlines | Szezonális charter: Antalya, Isztambul |
| Rossiya Airlines   | Moszkva–Seremetyjevo, Szentpétervár |
| S7 Airlines        | Moszkva-Domogyedovó |
| Smartavia          | Moszkva-Domogyedovó, Szentpétervár |
| Turkish Airlines   | Isztambul |
| Ural Airlines      | Antalya |
| Utair              | Asztrahán, Moszkva–Vnukovo, Vladikavkaz, Volgograd |
| Uzbekistan Airways | Taskent |